# Івахи
Іва́хи —  село в Україні, у Грунській сільській громаді Охтирського району Сумської області. Населення становить 70 осіб. Колишній орган місцевого самоврядування — Рибальська сільська рада.

## Географія
Село Івахи знаходиться на відстані 1,5 км від річки Грунь. На відстані 1 км розташовані села Бідани і Рибальське. До села примикають невеликі лісові масиви.

## Історія
12 червня 2020 року, відповідно до розпорядження Кабінету Міністрів України № 723-р «Про визначення адміністративних центрів та затвердження територій територіальних громад Сумської області», село увійшло до складу Грунської сільської громади.
19 липня 2020 року, в результаті адміністративно-територіальної реформи та ліквідації Охтирського району(1923-2020), громада увійшла до складу новоутвореного Охтирського району.

## Населення

### Мова
Розподіл населення за рідною мовою за даними перепису 2001 року:
| Мова       | Кількість | Відсоток |
| ---------- | --------- | -------- |
| українська | 67        | 95.71%   |
| російська  | 3         | 4.29%    |
| Усього     | 70        | 100%     |

## Культура
Традиція приготування сушки з фруктів у селах Охтирщини є об'єктом нематеріальної культурної спадщини України.